# Gérard Bakner
 (août 2025).
Motif : l'utilisateur qui a apposé ce bandeau n'a pas précisé le motif de la pose.
- Archive Wikiwix
- Bing
- Cairn
- DuckDuckGo
- E. Universalis
- Gallica
- Google
- G. Books
- G. News
- G. Scholar
- Persée
- Qwant
- (zh) Baidu
- (ru) Yandex

| 1. | Préciser le motif de la pose du bandeau. | Précisez le motif de la pose du bandeau en utilisant la syntaxe suivante : {{admissibilité à vérifier\|date=août 2025\|motif=remplacez ce texte par le motif}}                     |
| 2. | Informer les utilisateurs concernés.     | Pensez à avertir le créateur de l'article, par exemple, en insérant le code ci-dessous sur sa page de discussion : {{subst:avertissement admissibilité à vérifier\|Gérard Bakner}} |

Gérard Bakner, né le 5 décembre 1949 à La Charité-sur-Loire (Nièvre),, est un illusionniste, metteur en scène, créateur graphique et artiste français en art optique et cinétique.

## Biographie

### Formation et débuts
Formé à la comédie et à la danse à l’École du spectacle à Paris, il débute enfant comme acteur dans Violettes Impériales au Théâtre Mogador (1961-1962) et comme figurant dans Les pêcheurs de perles et Werther à l’Opéra Comique de Paris.

### Carrière dans la magie
Gérard Bakner est connu du grand public comme magicien invité dans l’émission Croque-Vacances (TF1, 1er mai 1987).
Ses premières publications de tours de magie dans Pif Gadget datent des années 1970 et 1980.  
Il signe également une double page consacrée à la magie dans le Hors-série n°4 Été 2022 de Pif Gadget,.
Il remporte le Premier Prix de magie pour enfants de l’International Brotherhood of Magicians en 1987 et 1988.
Auteur et concepteur de numéros pour plusieurs magiciens, il a travaillé pour Kamel le magicien (Le Grand Journal, Canal+) et pour Éric Antoine, notamment pour les émissions Magiciens, leurs plus grands secrets (M6), Vivement dimanche prochain (France 2, avec Michel Drucker), On est tous des cobayes (France 5), diverses émissions sur France 3 et France 4, et Éric Antoine sur son 31 (RTS Suisse).
En janvier 2011, il est programmé au Festival international de la magie de Rennes.

### Publications et créations magiques
Il publie plusieurs ouvrages aux éditions Le Cabinet d’Illusions :  
- Bakner 1 (2023)[11]
- Bakner 2 (2023)[12]
- Nulle part ailleurs (2024)[13]
- Estimations (2025)[14]

Il a également sorti un DVD intitulé Esoteric (commercialisé en 2007).

### Carrière artistique en art optique et cinétique
Depuis 2015, Gérard Bakner développe une œuvre plastique dans le domaine de l’art optique et cinétique.  
Ses créations ont été exposées notamment à l’Hôtellerie Saint-Yves (Chartres), à l’IESA (Paris), à la BIAC (Marseille), à la galerie SIA (New York), au salon Art Busan (Corée du Sud), au YIA Maastricht (2017, avec la No Mad Galerie), au YIA Bruxelles (2016, avec la No Mad Galerie), au Plaza Athénée (Paris), ainsi qu’au Salon MAC Paris (2015 et 2016).  
Il a également présenté l’exposition Erroneous Perceptions à A2Z Art Gallery (Paris, 2017), l’exposition Illusions à la galerie Abstract Project (Paris, 2019) et participé à l’exposition collective du 20e anniversaire de la Maison de la Magie Robert-Houdin à Blois (2018).
Ses œuvres figurent dans le programme du ballet Daphnis et Chloé à l’Opéra national de Paris (2017-2018), chorégraphie de Benjamin Millepied (pages 25 et 27 du programme).  
Il a exposé à la galerie Laure Julien (Caen) et est représenté par A2Z Art Gallery (Paris et Hong Kong).  
Certaines de ses œuvres ont été vendues aux enchères à Drouot, notamment lors de la vente Aguttes du 27 mars 2019, et il est référencé comme artiste sur la base Artprice.
En janvier 2020, la revue Art Absolument publie un article d’Emma Noyant consacré à Gérard Bakner dans son hors-série 61 Artistes – Talents à découvrir (2e éd.).
Son travail a fait l’objet d’articles dans la presse artistique, notamment dans Art’s Vice (2018) et Faust Magazine (2021),.

## Distinctions
- Premier Prix de magie pour enfants – International Brotherhood of Magicians (1987 et 1988)[3].
- Concepteur du trophée « Champion de France de magie » remis par la Fédération française des artistes prestidigitateurs (FFAP)[28].
- Auteur du trophée de l’International Create Illusion (ICI)[29].